# 高階由利子
高階 由利子（たかがい ゆりこ、1965年1月8日 - ）は、日本の元女子プロレスラー。千葉県松戸市出身。現在は声優事務所・マック・ミックでマネージャーを務める。

## 経歴
1977年、小学6年生の時に全日本女子プロレスの第1回新人オーディションを受験し合格するが、中学卒業後まで入門を待たされる。
1980年、15歳で全日本女子プロレスの昭和55年組として入門。8月8日、田園コロシアム大会の対坂本和恵戦でデビュー。その後、ナンシー久美率いる「レッド・フェニックス」に所属。
1982年9月28日、千葉公園体育館大会で立野記代の持つ全日本ジュニア王座に挑戦するが、20分時間切れ引き分けで獲得ならず。その後、11月に胸部を負傷。
1983年1月4日、後楽園ホール大会でナンシー久美と一緒に引退セレモニーを行う。その後役者に転向し、1984年には女子プロレスを題材にしたテレビドラマ「輝きたいの」にコーチ助手の役で出演。
その後、東京俳優生活協同組合で営業を経験したのを皮切りに声優のマネージメント職に携わるようになり、現在はマック・ミックにて矢尾一樹や高橋広樹などのマネージメントのほか、若手声優の発掘、育成を行っている。